# Marslev Sogn

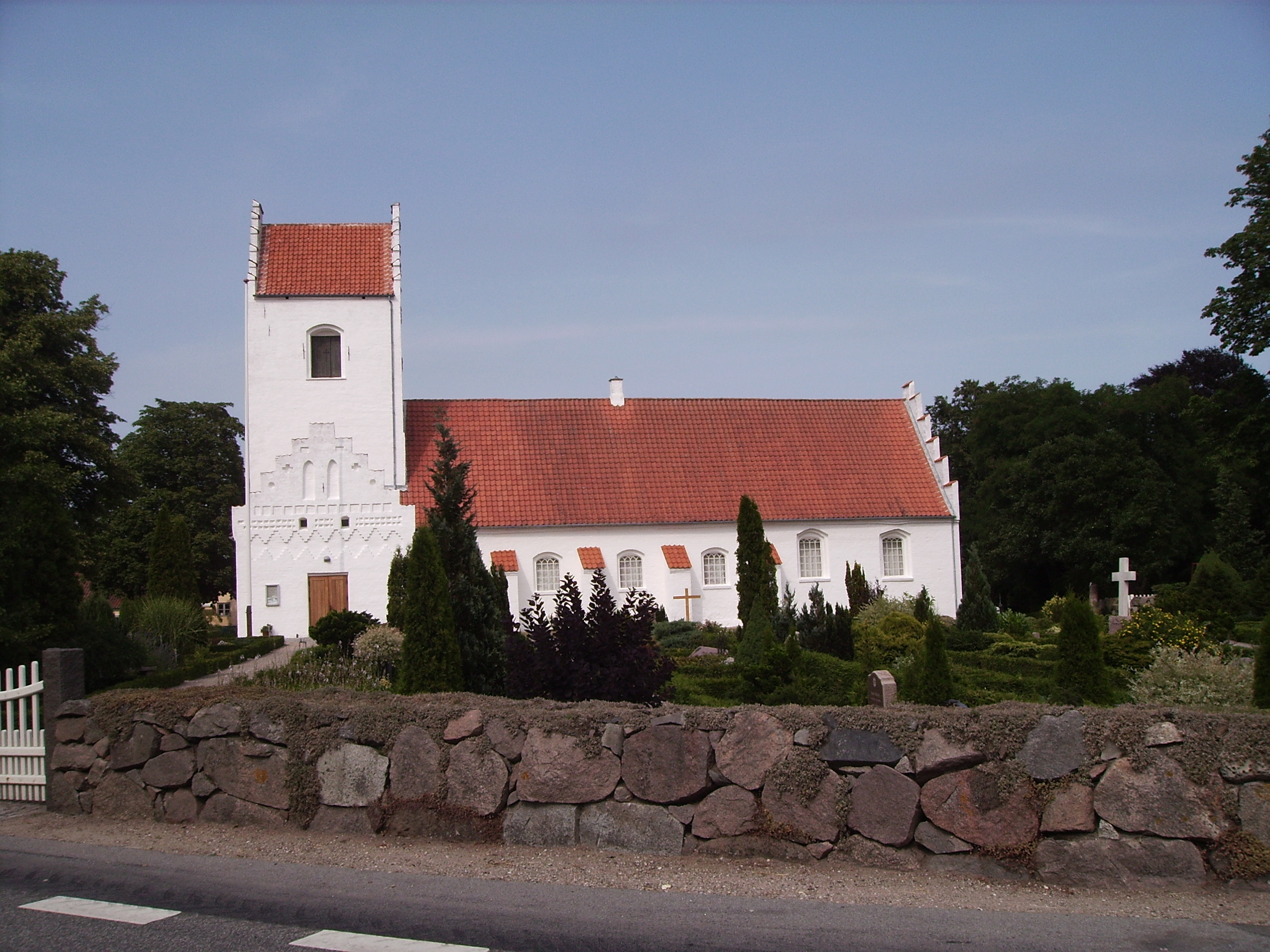
Marslev Kirke

Marslev Sogn ist eine Kirchspielsgemeinde (dänisch Sogn) auf der Insel Fyn (deutsch Fünen) im südlichen Dänemark. Bis 1970 gehörte sie zur Harde Bjerge Herred im damaligen Odense Amt, danach zur Langeskov Kommune im Fyns Amt, die im Zuge der  Kommunalreform zum 1. Januar 2007 in der Kerteminde Kommune in der Region Syddanmark aufgegangen ist.
Im Kirchspiel leben 1197 Einwohner, davon 662 im Kirchdorf (Stand: 1. Januar 2023). Im Kirchspiel liegt die Kirche „Marslev Kirke“.
Nachbargemeinden sind im Norden Munkebo Sogn, im Osten Kølstrup Sogn und im Südosten Birkende Sogn, ferner in der westlich angrenzenden Odense Kommune im Süden Davinde Sogn, im Südwesten Fraugde Sogn, im Westen Åsum Sogn und im Norden Agedrup Sogn.